# بارهام اند وولی
بارهام اند وولی (به انگلیسی: Barham and Woolley) یک روستا و محله مدنی در بریتانیا است که در هانتینگدونشر واقع شده‌است. بارهام اند وولی ۶۱ نفر جمعیت دارد.